# UEFA Europa League slutspil 2011-12
UEFA Europa League 2011-12 slutspil er slutspillet i UEFA Europa League i sæsonen 2011-12. Kampene påbegyndtes den 14. februar 2012 og slutter den 9. maj 2012 med finalen på Nationalarenaen i Bukarest, Rumænien.
Tiderne indtil den 24. marts 2012 er CET (UTC+01:00), derefter er tiderne CEST (UTC+02:00).

## Runde og lodtrækningsdatoer
Alle lodtrækninger fandt sted i UEFA's hovedkvarter i Nyon, Schweiz.
| Runde              | Lodtrækningsdato og tid | Første kamp                              | Anden kamp                               |
| ------------------ | ----------------------- | ---------------------------------------- | ---------------------------------------- |
| 1/16-finale        | 16. december 2011 13:00 | 16. februar 2012                         | 23. februar 2012                         |
| Ottendedelsfinaler | 16. december 2011 13:00 | 8. marts 2012                            | 15. marts 2012                           |
| Kvartfinaler       | 16. marts 2012 13:00    | 29. marts 2012                           | 5. april 2012                            |
| Semifinaler        | 16. marts 2012 13:00    | 19. april 2012                           | 26. april 2012                           |
| Finalen            | 16. marts 2012 13:00    | 9. maj 2012 på Nationalarenaen, Bukarest | 9. maj 2012 på Nationalarenaen, Bukarest |

Kampene kan også blive spillet om tirsdagen eller onsdagen i stedet for den regulære torsdag, på grund af konflikter med andre kampe.

## Kvalificerede hold
| Farvenøgler            |
| ---------------------- |
| Seedet i 1/16-finaler  |
| Useedet i 1/16-finaler |

| Group | Vindere          | To'ere            |
| ----- | ---------------- | ----------------- |
| A     | PAOK             | Rubin Kazan       |
| B     | Standard Liège   | Hannover 96       |
| C     | PSV Eindhoven    | Legia Warszawa    |
| D     | Sporting CP      | Lazio             |
| E     | Beşiktaş         | Stoke City        |
| F     | Athletic Bilbao  | Red Bull Salzburg |
| G     | Metalist Kharkov | AZ                |
| H     | Club Brügge      | Braga             |
| I     | Atlético Madrid  | Udinese           |
| J     | Schalke 04       | Steaua București  |
| K     | Twente           | Wisła Kraków      |
| L     | Anderlecht       | Lokomotiv Moskva  |

| UEFA Champions League 2011-12 gruppespil tre're | UEFA Champions League 2011-12 gruppespil tre're | UEFA Champions League 2011-12 gruppespil tre're | UEFA Champions League 2011-12 gruppespil tre're | UEFA Champions League 2011-12 gruppespil tre're | UEFA Champions League 2011-12 gruppespil tre're | UEFA Champions League 2011-12 gruppespil tre're | UEFA Champions League 2011-12 gruppespil tre're | UEFA Champions League 2011-12 gruppespil tre're | UEFA Champions League 2011-12 gruppespil tre're |
| Gruppe                                          | Hold                                            | Kampe                                           | Vundet                                          | Uafgjort                                        | Tabte                                           | Mål +                                           | Mål -                                           | MD                                              | Points                                          |
| ----------------------------------------------- | ----------------------------------------------- | ----------------------------------------------- | ----------------------------------------------- | ----------------------------------------------- | ----------------------------------------------- | ----------------------------------------------- | ----------------------------------------------- | ----------------------------------------------- | ----------------------------------------------- |
| A                                               | Manchester City                                 | 6                                               | 3                                               | 1                                               | 2                                               | 9                                               | 6                                               | +3                                              | 10                                              |
| C                                               | Manchester United                               | 6                                               | 2                                               | 3                                               | 1                                               | 11                                              | 8                                               | +3                                              | 9                                               |
| F                                               | Olympiakos                                      | 6                                               | 3                                               | 0                                               | 3                                               | 8                                               | 6                                               | +2                                              | 9                                               |
| E                                               | Valencia                                        | 6                                               | 2                                               | 2                                               | 2                                               | 12                                              | 7                                               | +5                                              | 8                                               |
| G                                               | Porto                                           | 6                                               | 2                                               | 2                                               | 2                                               | 7                                               | 7                                               | 0                                               | 8                                               |
| D                                               | Ajax                                            | 6                                               | 2                                               | 2                                               | 2                                               | 6                                               | 6                                               | 0                                               | 8                                               |
| B                                               | Trabzonspor                                     | 6                                               | 1                                               | 4                                               | 1                                               | 3                                               | 5                                               | −2                                              | 7                                               |
| H                                               | Viktoria Plzeň                                  | 6                                               | 1                                               | 2                                               | 3                                               | 4                                               | 11                                              | −7                                              | 5                                               |

## 1/16-finaler
Første runde blev spillet den 14. og 16. februar 2012 og den anden kamp blev spillet den 22. og 23. februar 2012.
| Hold 1            | Samlet    | Hold 2            | 1. kamp | 2. kamp        |
| ----------------- | --------- | ----------------- | ------- | -------------- |
| Porto             | 1 – 6     | Manchester City   | 1 – 2   | 0 – 4          |
| Ajax              | 2 - 3     | Manchester United | 0 – 2   | 2 - 1          |
| Lokomotiv Moskva  | 2 - 2 (a) | Athletic Bilbao   | 2 – 1   | 0 - 1          |
| Red Bull Salzburg | 1 - 8     | Metalist Kharkov  | 0 – 4   | 1 - 4          |
| Stoke City        | 0 - 2     | Valencia          | 0 – 1   | 0 - 1          |
| Rubin Kazan       | 0 - 2     | Olympiakos        | 0 – 1   | 0 - 1          |
| AZ                | 2 - 0     | Anderlecht        | 1 – 0   | 1 - 0          |
| Lazio             | 1 - 4     | Atlético Madrid   | 1 – 3   | 0 - 1          |
| Steaua București  | 0 - 2     | Twente            | 0 – 1   | 0 - 1          |
| Viktoria Plzeň    | 2 - 4     | Schalke 04        | 1 - 1   | 1 - 3 (e.f.s.) |
| Wisła Kraków      | 1 - 1 (a) | Standard Liège    | 1 – 1   | 0 - 0          |
| Braga             | 1 - 2     | Beşiktaş          | 0 – 2   | 1 - 0          |
| Udinese           | 3 - 0     | PAOK              | 0 – 0   | 3 - 0          |
| Trabzonspor       | 2 - 6     | PSV Eindhoven     | 1 – 2   | 1 - 4          |
| Hannover 96       | 3 - 1     | Club Brügge       | 2 – 1   | 1 - 0          |
| Legia Warszawa    | 2 - 3     | Sporting CP       | 2 – 2   | 0 - 1          |

### Første kamp
| 14. februar 2012 12:00 |

| Rubin Kazan | 0 – 1   | Olympiakos   |
| ----------- | ------- | ------------ |
|             | Rapport | Fuster 72' · |

| Luzhniki Stadion, Moskva1 Tilskuere: 1.741 Dommer: Milorad Mažić (Serbien) |

| 14. februar 2012 18:30 |

| Braga | 0 – 2   | Beşiktaş                |
| ----- | ------- | ----------------------- |
|       | Rapport | Sivok 37' · Simão 58' · |

| Estádio Municipal de Braga, Braga Tilskuere: 9.088 Dommer: Kevin Blom (Holland) |

| 16. februar 2012 18:00 |

| Lokomotiv Moskva                   | 2 – 1   | Athletic Bilbao |
| ---------------------------------- | ------- | --------------- |
| Glushakov 61' (str.) · Caicedo 71' | Rapport | Muniain 35' ·   |

| Luzhniki Stadion, Moskva2 Tilskuere: 13.160 Dommer: Ovidiu Alin Hațegan (Rumænien) |

| 16. februar 2012 19:00 |

| Ajax | 0 – 2   | Manchester United           |
| ---- | ------- | --------------------------- |
|      | Rapport | Young 59' · Hernández 85' · |

| Amsterdam Arena, Amsterdam Tilskuere: 48.966 Dommer: Gianluca Rocchi (Italien) |

| 16. februar 2012 19:00 |

| Red Bull Salzburg | 0 – 4   | Metalist Kharkiv                               |
| ----------------- | ------- | ---------------------------------------------- |
|                   | Rapport | Taison 1' · Cristaldo 38, 41' · Devych 90+2' · |

| Red Bull Arena, Wals-Siezenheim Tilskuere: 8.100 Dommer: Marijo Strahonja (Kroatien) |

| 16. februar 2012 19:00 |

| AZ        | 1 – 0   | Anderlecht |
| --------- | ------- | ---------- |
| Maher 35' | Rapport |            |

| AFAS Stadion, Alkmaar Tilskuere: 13.744 Dommer: Florian Meyer (Tyskland) |

| 16. februar 2012 19:00 |

| Lazio     | 1 – 3   | Atlético Madrid                     |
| --------- | ------- | ----------------------------------- |
| Klose 19' | Rapport | Adrián López 25' · Falcao 37, 63' · |

| Stadio Olimpico, Rom Tilskuere: 30.604 Dommer: Pavel Královec (Tjekkiet) |

| 16. februar 2012 19:00 |

| Viktoria Plzeň | 1 – 1   | Schalke 04      |
| -------------- | ------- | --------------- |
| Darida 22'     | Rapport | Huntelaar 75' · |

| Stadion města Plzně, Plzeň Tilskuere: 11.435 Dommer: Stéphane Lannoy (Frankrig) |

| 16. februar 2012 19:00 |

| Legia Warszawa           | 2 – 2   | Sporting CP                      |
| ------------------------ | ------- | -------------------------------- |
| Wawrzyniak 37' · Gol 79' | Rapport | Carriço 60' · André Santos 88' · |

| Pepsi Arena, Warszawa Tilskuere: 27.234 Dommer: Matej Jug (Slovenien) |

| 16. februar 2012 21:05 |

| Porto      | 1 – 2   | Manchester City                  |
| ---------- | ------- | -------------------------------- |
| Varela 27' | Rapport | Pereira 55' (sm.) · Agüero 84' · |

| Estádio do Dragão, Porto Tilskuere: 47.417 Dommer: Cüneyt Çakır (Tyrkiet) |

| 16. februar 2012 21:05 |

| Stoke City | 0 – 1   | Valencia     |
| ---------- | ------- | ------------ |
|            | Rapport | Mehmet 36' · |

| Britannia Stadium, Stoke-on-Trent Tilskuere: 24.185 Dommer: Peter Rasmussen (Danmark) |

| 16. februar 2012 21:05 |

| Steaua București | 0 – 1   | Twente     |
| ---------------- | ------- | ---------- |
|                  | Rapport | John 53' · |

| Nationalarenaen, Bukarest Tilskuere: 49.588 Dommer: Mark Clattenburg (England) |

| 16. februar 2012 21:05 |

| Wisła Kraków | 1 – 1   | Standard Liège      |
| ------------ | ------- | ------------------- |
| Genkov 88'   | Rapport | Cyriac 27' (str.) · |

| Stadion Miejski im. Henryka Reymana, Kraków Tilskuere: 21.170 Dommer: David Fernández Borbalán (Spanien) |

| 16. februar 2012 21:05 |

| Udinese | 0 – 0   | PAOK |
| ------- | ------- | ---- |
|         | Rapport |      |

| Stadio Friuli, Udine Tilskuere: 11.641 Dommer: Alberto Undiano Mallenco (Spanien) |

| 16. februar 2012 21:05 |

| Trabzonspor | 1 – 2   | PSV Eindhoven              |
| ----------- | ------- | -------------------------- |
| Adın 33'    | Rapport | Matavž 6' · Toivonen 12' · |

| Hüseyin Avni Aker Stadion, Trabzon Tilskuere: 18.866 Dommer: Felix Brych (Tyskland) |

| 16. februar 2012 21:05 |

| Hannover 96                          | 2 – 1   | Club Brugge     |
| ------------------------------------ | ------- | --------------- |
| Sobiech 73' · Schlaudraff 81' (str.) | Rapport | Lestienne 51' · |

| AWD-Arena, Hannover Tilskuere: 42.000 Dommer: Jorge Sousa (Portugal) |

Noter
- Note 1: Rubin Kazan spillede derees hjemmekampe på Luzhniki Stadion, Moskva, da græsset på deres eget Central Stadion ikke var i god nok stand på grund af kulde.[18]

- Note 2: Lokomotiv Moskvaspillede derees hjemmekampe på Luzhniki Stadion, Moskva, da græsset på deres eget Lokomotiv Stadion ikke var i god nok stand på grund af kuld.[19]

### Anden kamp
| 22. februar 2012 18:00 |

| Manchester City                                 | 4 – 0   | Porto |
| ----------------------------------------------- | ------- | ----- |
| Agüero 1' · Džeko 76' · Silva 84' · Pizarro 86' | Rapport |       |

| City of Manchester Stadium, Manchester Tilskuere: 39.538 Dommer: Wolfgang Stark (Tyskland) |

Manchester City vandt 6–1 samlet.
| 23. februar 2012 19:00 |

| Athletic Bilbao | 1 – 0   | Lokomotiv Moskva |
| --------------- | ------- | ---------------- |
| Muniain 62'     | Rapport |                  |

| Estadio San Mamés, Bilbao Tilskuere: 35.000 Dommer: Pawel Gil (Polen) |

2–2 samlet. Athletic Bilbao vinder på reglen om udebanemål.
| 23. februar 2012 19:00 |

| Valencia  | 1 – 0   | Stoke City |
| --------- | ------- | ---------- |
| Jonas 24' | Rapport |            |

| Estadio Mestalla, Valencia Tilskuere: 35.000 Dommer: Markus Strömbergsson (Sverige) |

Valencia vandt samlet 2-0
| 23. februar 2012 19:00 |

| Twente     | 1 – 0   | Steaua București |
| ---------- | ------- | ---------------- |
| Chadli 29' | Rapport |                  |

| De Grolsch Veste, Enschede Tilskuere: 28.000 Dommer: Robert Schörgenhofer (Østrig) |

FC Twente vinder samlet 2-0
| 23. februar 2012 19:00 |

| Standard Liège | 0 – 0   | Wisła Kraków |
| -------------- | ------- | ------------ |
|                | Rapport |              |

| Stade Maurice Dufrasne, Liège Tilskuere: 23.000 Dommer: Milorad Mažić (Serbien) |

1-1 samlet. Standard Liège vandt på udebanemål
| 23. februar 2012 19:00 |

| PAOK | 0 – 3   | Udinese                                             |
| ---- | ------- | --------------------------------------------------- |
|      | Rapport | Danilo 6' · Floro Flores 15' · Domizzi 51' (str.) · |

| Toumba Stadion, Thessaloniki Tilskuere: 20.000 Dommer: Tom Harald Hagen (Norge) |

Udinese vinder samlet 3-0
| 23. februar 2012 19:00 |

| PSV Eindhoven                                       | 4 – 1   | Trabzonspor  |
| --------------------------------------------------- | ------- | ------------ |
| Mertens 15' (str.) · Matavž 31, 53' · Strootman 38' | Rapport | Yılmaz 43' · |

| Philips Stadion, Eindhoven Tilskuere: 18.300 Dommer: Tony Chapron (Frankrig) |

PSV Eindhoven vinder samlet 6-2
| 23. februar 2012 19:00 |

| Club Brugge | 0 – 1   | Hannover 96 |
| ----------- | ------- | ----------- |
|             | Rapport | Diouf 21' · |

| Jan Breydel Stadion, Brügge Tilskuere: 22.000 Dommer: William Collum (Skotland) |

Hannover 96 vinder samlet 3-1
| 23. februar 2012 21:05 |

| Manchester United | 1 – 2   | Ajax                             |
| ----------------- | ------- | -------------------------------- |
| Hernández 6'      | Rapport | Özbiliz 37' · Alderweireld 87' · |

| Old Trafford, Manchester Tilskuere: 67.328 Dommer: Damir Skomina (Slovenien) |

Manchester United vinder samlet 3-2
| 23. februar 2012 21:05 |

| Metalist Kharkiv                                                | 4 – 1   | Red Bull Salzburg |
| --------------------------------------------------------------- | ------- | ----------------- |
| Hinteregger 28' (sm.) · Cristaldo 62' · Blanco 63' · Marlos 87' | Rapport | Jantscher 56' ·   |

| Metalist Stadion, Kharkov Tilskuere: 30.826 Dommer: Antony Gautier (Frankrig) |

Metalist vinder samlet 8-1
| 23. februar 2012 21:05 |

| Olympiakos   | 1 – 0   | Rubin Kazan |
| ------------ | ------- | ----------- |
| Djebbour 14' | Rapport |             |

| Karaiskakis Stadion, Piraeus Tilskuere: 30.000 Dommer: Stefan Johannesson (Sverige) |

Olympiakos vandt samlet 2-0
| 23. februar 2012 21:05 |

| Anderlecht | 0 – 1   | AZ            |
| ---------- | ------- | ------------- |
|            | Rapport | Martens 54' · |

| Constant Vanden Stock Stadion, Bruxelles Tilskuere: 25.000 Dommer: Pedro Proença (Portugal) |

AZ vandt samlet 2-0
| 23. februar 2012 21:05 |

| Atlético Madrid | 1 – 0   | Lazio |
| --------------- | ------- | ----- |
| Godín 48'       | Rapport |       |

| Estadio Vicente Calderón, Madrid Tilskuere: 30.000 Dommer: Martin Atkinson (England) |

Atlético Madrid vandt samlet 4-1
| 23. februar 2012 21:05 |

| Schalke 04               | 3 – 1 (e.f.s.) | Viktoria Plzeň |
| ------------------------ | -------------- | -------------- |
| Huntelaar 8, 106, 120+1' | Rapport        | Rajtoral 88' · |

| Veltins-Arena, Gelsenkirchen Tilskuere: 50.000 Dommer: Alan Kelly (Irland) |

Schalke 04 vinder samlet 4-2
| 23. februar 2012 21:05 |

| Beşiktaş | 0 – 1   | Braga      |
| -------- | ------- | ---------- |
|          | Rapport | Lima 25' · |

| BJK İnönü Stadion, Istanbul Tilskuere: 25.000 Dommer: István Vad (Ungarn) |

Beşiktaş vinder samlet 2-1
| 23. februar 2012 21:05 |

| Sporting CP   | 1 – 0   | Legia Warszawa |
| ------------- | ------- | -------------- |
| Fernández 84' | Rapport |                |

| Estádio José Alvalade, Lissabon Tilskuere: 20.144 Dommer: Vladislav Bezborodov (Rusland) |

Sporting vinder samlet 3-2

## Ottendedelsfinaler
| Hold 1            | Samlet   | Hold 2          | 1. kamp | 2. kamp |
| ----------------- | -------- | --------------- | ------- | ------- |
| Metalist Kharkov  | 2 - 2(a) | Olympiakos      | 0 – 1   | 2 - 1   |
| Sporting CP       | 3 - 3(a) | Manchester City | 1 – 0   | 2 - 3   |
| Twente            | 2 - 4    | Schalke 04      | 1 – 0   | 1 - 4   |
| Standard Liège    | 2 - 6    | Hannover 96     | 2 - 2   | 0 - 4   |
| Valencia          | 5 - 3    | PSV Eindhoven   | 4 - 2   | 1 - 1   |
| AZ                | 3 - 2    | Udinese         | 2 - 0   | 1 - 2   |
| Atlético Madrid   | 6 - 1    | Beşiktaş        | 3 – 1   | 3 - 0   |
| Manchester United | 3 - 5    | Athletic Bilbao | 2 - 3   | 1 - 2   |

### Første kamp
| 8. marts 2012 19:00 |

| Metalist Kharkiv | 0 – 1   | Olympiakos   |
| ---------------- | ------- | ------------ |
|                  | Rapport | Fuster 50' · |

| Metalist Stadion, Kharkiv Tilskuere: 11.000 Dommer: István Vad (Ungarn) |

| 8. marts 2012 19:00 |

| Sporting CP | 1 – 0   | Manchester City |
| ----------- | ------- | --------------- |
| Xandão 51'  | Rapport |                 |

| Estádio José Alvalade, Lissabon Tilskuere: 40.000 Dommer: Carlos Velasco Carballo (Spanien) |

| 8. marts 2012 19:00 |

| Twente             | 1 – 0   | Schalke 04 |
| ------------------ | ------- | ---------- |
| De Jong 61' (str.) | Rapport |            |

| De Grolsch Veste, Enschede Tilskuere: 30.000 Dommer: Craig Thomson (Skotland) |

| 8. marts 2012 19:00 |

| Atlético Madrid                  | 3 – 1   | Beşiktaş    |
| -------------------------------- | ------- | ----------- |
| Salvio 24,27' · Adrián López 37' | Rapport | Simão 53' · |

| Estadio Vicente Calderón, Madrid Tilskuere: 40.000 Dommer: Jonas Eriksson (Sverige) |

| 8. marts 2012 21:05 |

| Standard Liège          | 2 – 2   | Hannover 96                     |
| ----------------------- | ------- | ------------------------------- |
| Buyens 27' · Tchité 30' | Rapport | Stindl 22' (str.) · Diouf 56' · |

| Stade Maurice Dufrasne, Liège Tilskuere: 25.000 Dommer: Tony Chapron (Frankrig) |

| 8. marts 2012 21:05 |

| Valencia                                       | 4 – 2   | PSV Eindhoven                         |
| ---------------------------------------------- | ------- | ------------------------------------- |
| Ruiz 11' · Soldado 13' 43' (str.) · Piatti 56' | Rapport | Toivonen 83' (str.) · Wijnaldum 90' · |

| Estadio Mestalla, Valencia Tilskuere: 30.000 Dommer: Manuel Gräfe (Tyskland) |

| 8. marts 2012 21:05 |

| AZ                           | 2 – 0   | Udinese |
| ---------------------------- | ------- | ------- |
| Martens 63' · Falkenburg 84' | Rapport |         |

| AFAS Stadion, Alkmaar Tilskuere: 12.000 Dommer: David Fernández Borbalán (Spanien) |

| 8. marts 2012 21:05 |

| Manchester United     | 1 – 0   | Athletic Bilbao                              |
| --------------------- | ------- | -------------------------------------------- |
| Rooney 22' 90' (str.) | Rapport | Llorente 44' · de Marcos 72' · Muniain 90' · |

| Old Trafford, Manchester Tilskuere: 67.000 Dommer: Florian Meyer (Tyskland) |

### Returkamp
| 15. marts 2012 19:00 |

| Hannover 96                                            | 4 – 0   | Standard Liège |
| ------------------------------------------------------ | ------- | -------------- |
| Abdellaoue 4' · Kanu 21' (sm.) 73' (sm.) · Pinto 90+3' | Rapport |                |

| AWD-Arena, Hannover Tilskuere: 42.000 Dommer: Pavel Královec (Tjekkiet) |

Hannover 96 vandt 6–2 samlet.
| 15. marts 2012 19:00 |

| PSV Eindhoven | 1 – 1   | Valencia   |
| ------------- | ------- | ---------- |
| Toivonen 64'  | Rapport | Rami 47' · |

| Philips Stadion, Eindhoven Tilskuere: 22.000 Dommer: William Collum (Skotland) |

Valencia vandt 5–3 samlet.
| 15. marts 2012 19:00 |

| Udinese                 | 2 – 1   | AZ               |
| ----------------------- | ------- | ---------------- |
| Di Natale 3' (str.) 15' | Rapport | Falkenburg 31' · |

| Stadio Friuli, Udine Tilskuere: 9.500 Dommer: Milorad Mažić (Serbien) |

AZ vandt 3–2 samlet.
| 15. marts 2012 19:00 |

| Athletic Bilbao              | 2 – 1   | Manchester United |
| ---------------------------- | ------- | ----------------- |
| Llorente 23' · de Marcos 66' | Rapport | Rooney 80' ·      |

| San Mamés Stadion, Bilbao Tilskuere: 40.000 Dommer: Cüneyt Çakır (Tyrkiet) |

Athletic Bilbao vandt 5–3 samlet.
| 15. marts 2012 21:05 |

| Olympiakos  | 1 – 2   | Metalist Kharkiv            |
| ----------- | ------- | --------------------------- |
| Marcano 15' | Rapport | Villagra 81' · Devych 86' · |

| Karaiskakis Stadion, Piraeus Tilskuere: 30.000 Dommer: Ovidiu Alin Hațegan (Rumænien) |

2–2 samlet. Metalist Kharkiv vandt på udebanemål.
| 15. marts 2012 21:05 |

| Manchester City                       | 3 – 2   | Sporting CP                           |
| ------------------------------------- | ------- | ------------------------------------- |
| Agüero 60' 83' · Balotelli 75' (str.) | Rapport | Fernández 33' · Van Wolfswinkel 40' · |

| City of Manchester Stadium, Manchester Tilskuere: 38.021 Dommer: Tom Harald Hagen (Norge) |

3–3 samlet. Sporting CP vandt på udebanemål.
| 15. marts 2012 21:05 |

| Schalke 04                               | 4 – 1   | Twente        |
| ---------------------------------------- | ------- | ------------- |
| Huntelaar 29' 57' (str.) 81' · Jones 71' | Rapport | Janssen 14' · |

| Veltins-Arena, Gelsenkirchen Tilskuere: 52.000 Dommer: Viktor Kassai (Ungarn) |

Schalke 04 vandt 4–2 samlet.
| 15. marts 2012 21:05 |

| Beşiktaş | 0 – 3   | Atlético Madrid                          |
| -------- | ------- | ---------------------------------------- |
|          | Rapport | Adrián 26' · Falcao 83' · Salvio 90+4' · |

| BJK İnönü Stadion, Istanbul Tilskuere: 23.000 Dommer: Paolo Tagliavento (Italien) |

Atlético Madrid vandt 6–1 samlet.

## Kvartfinaler
| Hold 1          | Samlet | Hold 2           | 1. kamp | 2. kamp |
| --------------- | ------ | ---------------- | ------- | ------- |
| AZ              | 2 – 5  | Valencia         | 2 – 1   | 0 – 4   |
| Schalke 04      | 4 – 6  | Athletic Bilbao  | 2 – 4   | 2 – 2   |
| Sporting CP     | 3 – 2  | Metalist Kharkiv | 2 – 1   | 1 – 1   |
| Atlético Madrid | 4 – 2  | Hannover 96      | 2 – 1   | 2 – 1   |

## Semifinaler
| Hold 1          | Samlet | Hold 2          | 1. kamp | 2. kamp |
| --------------- | ------ | --------------- | ------- | ------- |
| Atlético Madrid | 5 – 2  | Valencia        | 4 – 2   | 1 – 0   |
| Sporting CP     | 3 – 4  | Athletic Bilbao | 2 – 1   | 1 – 3   |

## Finalen
Finalen i UEFA Europa League 2012 blev spillet den 9. maj 2012 på Arena Națională i Bukarest, Rumænien.
| 9. maj 2012 20:45 |

| Atlético Madrid |         | Athletic Bilbao |
| --------------- | ------- | --------------- |
|                 | Rapport |                 |

| Arena Națională, Bukarest Dommer: Wolfgang Stark (Tyskland) |